# C/2011 W3 (Lovejoy)
C/2011 W3 (Lovejoy) es un cometa periódico, clasificado como Kreutz Sungrazer. Fue descubierto el 27 de noviembre de 2011, por el astrónomo aficionado Terry Lovejoy. El perihelio del cometa ocurrió el 16 de diciembre de 2011 a las 00:35 UTC. Lo sorprendente del cometa es que pasó a 140.000 kilómetros de la superficie del Sol, y sobrevivió al paso, dirigiéndose hacia el espacio exterior. Se creía que el núcleo tendría entre 100 y 200 metros antes del paso, pero todo parece indicar que debe ser mucho mayor, quizás hasta 500 metros.